# Red Velvet - Irene & Seulgi
Red Velvet - Irene & Seulgi (hangul: 레드벨벳-아이린&슬기; estilizado como Red Velvet - IRENE & SEULGI) é a primeira subunidade do girl group sul-coreano Red Velvet, formado pela SM Entertainment em 2020. É composto pelas integrantes Irene e Seulgi. A dupla estreou em 6 de julho de 2020, com o extended play Monster.

## História

### 2020: Formação, estreia eMonster
Em 21 de abril de 2020, a SM Entertainment revelou que Irene e Seulgi formariam a primeira subunidade do Red Velvet. No mesmo dia foi anunciado que a dupla lançaria seu primeiro EP em junho. O lançamento do mini-álbum foi posteriormente adiado sob a alegação de que necessitava de produção adicional no álbum, a fim de alcançar uma qualidade musical superior.
Antes de sua estreia como integrantes do Red Velvet, a dupla, como parte do SR14G (SM Rookies 2014 Girls), apresentou notavelmente um cover de "Be Natural", uma canção que foi cantada originalmente por S.E.S. Seu cover foi bem recebido pelo público e por Lee Soo-man, o que eventualmente levou à criação de sua subunidade. Elas também tiveram várias apresentações juntas durante SM Town Live Special Stages.
Em 6 de julho, Red Velvet - Irene & Seulgi lançaram seu primeiro EP Monster, que continha seis faixas, incluindo os singles "Monster" e "Naughty". Com o lançamento de seu álbum de estreia, elas se tornaram a subunidade feminina mais vendida na Coreia do Sul em 2020. A dupla fez sua estreia em 10 de julho no Music Bank. De 8 de julho a 8 de setembro, a dupla também estrelou seu próprio reality show, um spin-off do Level Up Project! do grupo. Em 18 de agosto de 2020, Irene e Seulgi apareceram e se apresentaram no Time 100 Talks, uma série de eventos ao vivo em que líderes globais falam sobre soluções inovadoras para problemas globais urgentes e incentivam ações interdisciplinares entre as partes interessadas. Antes da apresentação de “Monster”, elas também ofereceram uma mensagem de agradecimento e apoio aos que estão na linha de frente durante a pandemia do COVID-19.

## Discografia

### Extended plays
| Título  | Detalhes                                                                                              | Melhores posições nas tabelas | Melhores posições nas tabelas | Melhores posições nas tabelas | Melhores posições nas tabelas | Melhores posições nas tabelas | Melhores posições nas tabelas | Vendas      | Certificações |
| Título  | Detalhes                                                                                              | COR                           | BEL (FL)                      | JAP                           | JAP Hot                       | UK Down                       | EUA World                     | Vendas      | Certificações |
| ------- | --- | ----------------------------- | ----------------------------- | ----------------------------- | ----------------------------- | ----------------------------- | ----------------------------- | ----------- | ------------- |
| Monster | - Lançamento: 6 de julho de 2020 - Gravadora: SM, Dreamus - Formatos: CD, download digital, streaming | 2                             | 188                           | 21                            | 35                            | 14                            | 5                             | - : 267,743 | - : Platina   |

### Singles
| Título                                                                                    | Ano  | Melhores posições nas tabelas | Melhores posições nas tabelas | Melhores posições nas tabelas | Melhores posições nas tabelas | Melhores posições nas tabelas | Melhores posições nas tabelas | Álbum   |
| Título                                                                                    | Ano  | COR                           | COR                           | MAL                           | NZ Hot                        | SGP                           | EUA World                     | Álbum   |
| Título                                                                                    | Ano  | Gaon                          | Hot                           | MAL                           | NZ Hot                        | SGP                           | EUA World                     | Álbum   |
| ----------------------------------------------------------------------------------------- | ---- | ----------------------------- | ----------------------------- | ----------------------------- | ----------------------------- | ----------------------------- | ----------------------------- | ------- |
| "Monster"                                                                                 | 2020 | 8                             | 3                             | 8                             | 30                            | 5                             | 7                             | Monster |
| "Naughty"                                                                                 | 2020 | —                             | 99                            | —                             | —                             | —                             | 6                             | Monster |
| "—" denota lançamentos que não entraram nas paradas ou não foram lançados naquela região. |      |                               |                               |                               |                               |                               |                               |         |

### Outras canções nas paradas
| Título                                                                                    | Ano  | Melhores posições nas paradas | Melhores posições nas paradas | Álbum   |
| Título                                                                                    | Ano  | COR                           | COR                           | Álbum   |
| Título                                                                                    | Ano  | Gaon                          | Hot                           | Álbum   |
| ----------------------------------------------------------------------------------------- | ---- | ----------------------------- | ----------------------------- | ------- |
| "Diamond"                                                                                 | 2020 | —                             | 83                            | Monster |
| "Feel Good"                                                                               | 2020 | —                             | 86                            | Monster |
| "Jelly"                                                                                   | 2020 | —                             | 94                            | Monster |
| "Uncover"                                                                                 | 2020 | —                             | 100                           | Monster |
| "—" denota lançamentos que não entraram nas paradas ou não foram lançados naquela região. |      |                               |                               |         |

## Videografia

### Vídeos musicais
| Título                     | Ano  | Diretor(es)               | Ref.   |
| -------------------------- | ---- | ------------------------- | ------ |
| "Monster"                  | 2020 | Kim Ja-kyeong             | [ 27 ] |
| "Naughty"                  | 2020 | Shim Jae-young (METAOLOZ) | [ 28 ] |
| "Irene"                    | 2020 | Shim Jae-young (METAOLOZ) | [ 29 ] |
| "Uncover (Sung by Seulgi)" | 2020 | Shim Jae-young (METAOLOZ) | [ 30 ] |

## Filmografia

### Reality show
| Ano  | Título                      | Canal                 | Notas    | Ref.  |
| ---- | --------------------------- | --------------------- | -------- | ----- |
| 2020 | Level Up Thrilling Project! | Oksusu, KBS Joy, XtvN | Spin-off | [ 9 ] |

## Prêmios e indicações
| Cerimônia de premiação  | Ano  | Categoria                               | Nomeado / Trabalho | Resultado | Ref.   |
| ----------------------- | ---- | --------------------------------------- | ------------------ | --------- | ------ |
| Gaon Chart Music Awards | 2021 | Artista do Ano (Canção Digital) – Julho | "Monster"          | Indicado  | [ 31 ] |
| Golden Disc Awards      | 2021 | Álbum Bonsang                           | Monster            | Indicado  | [ 32 ] |